# 四十二番街

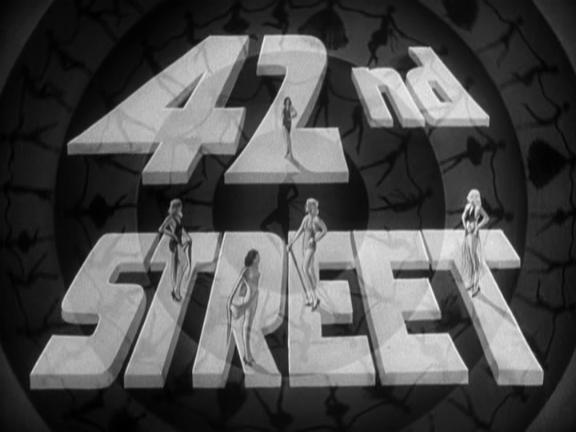
予告編よりタイトル

『四十二番街』（よんじゅうにばんがい、42nd Street）は、1933年のアメリカ映画。ワーナー・ブラザース製作。ミュージカル映画のエポックメイキングとされる傑作だが、ただし通常のミュージカル作品のように劇中で突然、歌いだすのではなく、あくまでもミュージカルの舞台を上演するまでの舞台裏を扱ったドラマ映画である。

## 概要

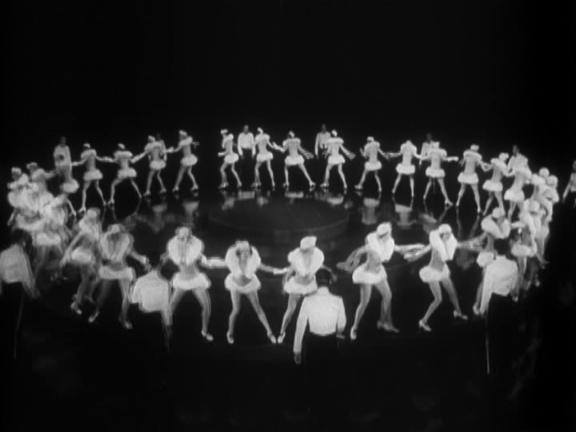
レビューシーン

物語は「ブロードウェイ・メロディー」（1929年）などと同様、華やかなレビュー舞台の裏側を扱ったもので、劇中でスターとなるペギーのように、この映画からルビー・キラー、ディック・パウエル、ジンジャー・ロジャースといった注目すべきスターが生まれた。
しかし最も話題となったのはバスビー・バークレーの振付による大掛かりなレビューシーンである。とくに大人数のダンサーを真上から見下ろし、万華鏡的な映像を作るいわゆる「バークレー・ショット」は大きな話題となり、その後のバークレー作品のみならず幾多のシネ・ミュージカルに採用される"お約束"となる。またそれは舞台では見せることが不可能な、映画ミュージカルならではの画期的な個性の誕生といえるものだった。
この作品の成功により、『ブロードウェイ・メロディー』以後の粗製濫造で低迷気味であったミュージカル映画は、ふたたび息を吹き返す。本作の直接的な続編ではないが、同年、ほぼ同じスタッフの製作による『ゴールド・ディガーズ』『フットライト・パレード』が公開、うち『ゴールド・ディガーズ』はシリーズとして1938年まで計5作が作られた（この1933年版はシリーズ3作目にあたる）。それに刺激されてメトロ・ゴールドウィン・メイヤーが『ブロードウェイ・メロディー』をシリーズ化、パラマウントも『ビッグ・ブロードキャスト』シリーズで対抗し、舞台裏ミュージカルが花盛りとなるのである。
なお劇中のオーディション及びリハーサルはニューヨークの『四十二番街』で行われるが、劇中劇『プリティ・レディ』の上演はフィラデルフィアである。
原作ではビリーと恋仲になるのは演出家ジュリアンであったが、同性愛の描写が不可能であったためビリーとペギーへ変更になった。

## ストーリー
株の大暴落で心身を消耗したかつての名演出家ジュリアン・マーシュは、新作のミュージカル『プリティ・レディ』を最後の花道として大ヒットさせることに全てを賭けていた。オーディションでダンサーが選ばれ、さまざまな人間模様が生まれる中、ジュリアンの厳しく情熱的な指導による練習が続く。そしていよいよフィラデルフィアのプレミアを控えた前日、主演に起用されていた女優ドロシー・ブロックが、身から出た錆によって足に怪我をしてしまう。ドロシーの代わりに急遽抜擢されたのは、コーラスガールとして参加していた新人ペギー・ソイヤーだった。ペギーはジュリアンとの一対一の猛特訓の末、ドロシーの励ましも受けて見事舞台を成功させ、新しきスターとなった。しかしジュリアンの功績までは、観客が正しく理解することはなかったのだった。

## キャスト
※括弧内は日本語吹替（テレビ版）
- ジュリアン・マーシュ：ワーナー・バクスター（小林修）
- ドロシー・ブロック：ビーブ・ダニエルズ（公卿圭子）
- パット・デニング：ジョージ・ブレント
- ペギー・ソーヤー：ルビー・キーラー（武藤礼子）
- アブナー・ディロン：ガイ・キビー（松村彦次郎）
- ローレイン・フレミング：ウーナ・マーケル（翠準子）
- アン・ローウェル：ジンジャー・ロジャース（伊藤日出子）
- トーマス・バリー：ネッド・スパークス（保科三良）
- ビリー・ローラー：ディック・パウエル（仲野宏）
- マック・エルロイ：アレン・ジェンキンス（緒方敏也）
- ジョーンズ：ロバート・マクウェイド（立岡光）
- ジェリー：ハリー・アクスト（安田隆久）

## スタッフ
- 監督：ロイド・ベーコン
- 製作：ダリル・F・ザナック
- 脚本：ライアン・ジェームズ、ジェイムズ・シーモア
- 振付：バスビー・バークリー
- 作詞：アル・デュービン
- 作曲：ハリー・ウォーレン

## 公開
1933年に公開された中で最も成功した作品であり、$2,300,000の収益を上げた。第6回アカデミー賞において作品賞と音響（録音）賞にノミネートされた。また、AFIが選んだ「ミュージカル映画ベスト」で13位に入った。　

## 舞台化
1980年、ブロードウェイミュージカルとして舞台化。トニー賞の作品賞と振付賞を受賞、最終的には8年間のロングランを記録する大ヒット作品となった。2001年にはリバイバル公演が行われた。
日本では1997、1999、2000、2002年、涼風真世主演で上演された。また、ブロードウェイの舞台を映画館で上映する企画「松竹ブロードウェイシネマ」の一作として、2019年に『42ndストリート』の邦題で日本で劇場公開がされた。